# قسم تشنارود الشمالي الريفي (مقاطعة تشادغان)
قسم تشنارود الشمالي الريفي (بالفارسية: دهستان چنارود شمالی) هي منطقة سكنية تقع في Chenarud District في إيران. يقدر عدد سكانها بـ 4,274 نسمة .